# Siúil, a Rún – Das fremde Mädchen
Siúil, a Rún – Das fremde Mädchen (jap. とつくにの少女 Totsukuni no Shōjo) ist eine Manga-Serie des japanischen Zeichners Nagabe aus den Jahren 2015 bis 2021. Die Serie wurde 2019 und 2022 als Original Video Animation adaptiert und in mehrere Sprachen übersetzt.

## Inhalt
Das kleine Mädchen Shiva lebte in einem Dorf in einem Wald, in dem auch Dämonen hausen. Als Shiva im Wald zurückgelassen wird, nimmt sich eines dieser Wesen ihrer an. Shiva nennt das hochgewachsene, sanftmütige Monster den Doktor. Die Welten der Menschen und der Dämonen müssen getrennt bleiben, weshalb es verboten ist, den Dämon zu berühren. Dennoch bauen das Mädchen und der Doktor eine enge Bindung zueinander auf, als sie miteinander im Wald leben und das Mädchen noch auf ihre Großmutter wartet. Das Dorf ist verlassen, die Großmutter möglicherweise tot, doch all das will der Doktor dem Mädchen verschweigen. Als Shiva den Wald verlassen will, um ihre Großmutter zu suchen, trifft sie auf Soldaten, die sie für einen verkleideten Dämon halten und angreifen. Nur ihr Beschützer kann sie retten. Von Menschen wird dieses Gebiet sonst gemieden und wegen der Dämonen und der mit ihnen verbundenen Flüche als Todeszone angesehen. Doch schließlich kommt auch Shiva trotz der Aufmerksamkeit des Doktors in Kontakt mit anderen Monstern und wird durch eines davon allein durch Berührung mit einem Fluch belegt. Der Doktor kann den Verursacher besiegen, aber den Fluch dadurch nicht beseitigen.

## Veröffentlichungen
Der Manga erschien von September 2015 bis März 2021 im Magazin Comic Garden. Dessen Verlag Mag Garden brachte die Kapitel auch gesammelt in elf Bänden heraus. Im Japanischen und auch international erhielt der Manga als Nebentitel Siúil a Rún, den Titel eines irischen Volksliedes, das von einem schweren Abschied handelt. 2022 erschien der Ableger Totsukuni no Shōjo [dear.] in einem Band.
Eine deutsche Fassung, übersetzt von Miryll Ihrens, erschien von Oktober 2017 bis März 2022 vollständig bei Tokyopop. Im Mai 2024 folgte der Ableger unter dem Titel Siúil, a Rún – Das fremde Mädchen – dear. Eine englische Übersetzung wurde von Seven Seas Entertainment herausgegeben, eine französische von Komikku éditions, eine spanische von ECC Ediciones, eine italienische von J-Pop, eine russische von Istari Comics und eine portugiesische von Darkside Books.

## Adaptionen als Anime
Zum Manga erschienen in Japan zwei Anime-Filme, die als Original Video Animation direkt auf DVD herausgegeben wurden. Beide entstanden bei Wit Studio unter der Regie von Satomi Maiya und Yūtarō Kubo, die auch die Drehbücher schrieben. Die Tonarbeiten wurden geleitet von Shōji Hata, die künstlerische Leitung lag bei Yūsuke Takeda und für die Kameraführung war Takeru Yokoi verantwortlich. Die Musik der Animes wurde komponiert von Schroeder-Headz. Der Film von 2022 erhielt für den Abspann das Lied Touch of Hope, gesungen von Yui Makino. Die Rollen wurden gesprochen von Rie Takahashi (Shiva) und Jun Fukuyama (Doktor).
Der erste, 10 Minuten lange Film wurde am 1. August 2019 als Totsukuni no Shōjo (とつくにの少女) beim Fantasia International Film Festival in Kanada aufgeführt. In Japan erschien er am 1. September 2019 auf DVD und wurde von The Japan Foundation in Portugal herausgegeben und auf weiteren Festivals aufgeführt. Der zweite Film wurde durch eine Kickstarter-Kampagne von März bis Mai 2021 mitfinanziert, die 22 Millionen Yen einbrachte. Er erschien am 10. März 2022 in Japan auf DVD. Bei Crunchyroll erschien der Anime am 10. Juni 2022 per Streaming.in Form von drei Folgen.

## Rezeption
2018 war die Serie für den Grand Prix de la Ville d’Angoulême nominiert.
In seiner Kritik im Tagesspiegel beschreibt Christian Endres den Manga als „stilsicher und anziehend gestaltet“. Die Zeichnungen zeigten einen „mal kratzigen, mal weichen, jedoch immer sehr feinen und hinreißend detailreichen Stil“. Besonders hervorgehoben werden „die realistischen natürlichen Texturen und die Panelverteilung“ sowie das Spiel mit dem Kontrast von Schwarz und Weiß. Die „Geheimnisse seiner düsteren, mittelalterlich anmutenden Fantasy-Welt“ gebe der Autor nur zögerlich preis und zeige dabei „ein gutes Gespür“ für „knapp bemessene Informationsbruchstücke und Puzzleteile“. Den beschriebenen Fluch könne man mit „der universellen Angst vor Fremdartigkeit und Andersartigkeit gleichsetzen“. Frank Wochatz wählte den Manga auf Platz 5 seiner besten Comics des Jahres 2017.